# Coppa Italia di Serie A2 (calcio a 5 femminile)
La Coppa Italia di Serie A2 è per importanza la seconda coppa nazionale italiana di calcio a 5 riservata alle formazioni femminili, organizzata dalla Divisione Calcio a 5. In seguito alla scissione del campionato di Serie A avvenuta nel 2016, nelle prime due edizioni la manifestazione ha mantenuto la denominazione della coppa della massima serie (divenuta nel frattempo Coppa Italia Élite). La corrente denominazione è stata adottata a partire dall'edizione 2017-18 per permettere alla Coppa Italia Élite di ritornare al nome originario.

## Storia
Alla prima edizione erano iscritte per ogni girone le società classificate ai primi due posti al termine del girone d'andata nonché le due migliori terze classificate dei tre gironi. La competizione era articolata in un'unica fase ("final eight") giocata in sede unica con gare a eliminazione diretta. Questa formula fu confermata anche nell'edizione successiva.

## Formula
L'attuale formula, in vigore dall'edizione 2017-18, prevede che siano iscritte d'ufficio alla competizione le squadre classificatesi dal primo al quarto posto al termine del girone di andata della stagione regolare del campionato di Serie A2 femminile. Tutte le gare sono a eliminazione diretta. La competizione si articola in due fasi, una prima fase di qualificazione composta da due turni, e una fase finale giocata in sede unica tra le quattro vincenti della fase precedente ("final four"). Al termine di ciascun incontro è dichiarata vincente la squadra che avrà ottenuto il maggior punteggio. In caso di parità al termine di ogni gara si giocano due tempi supplementari di 5 minuti ciascuno. Qualora anche al termine di questi le squadre siano in parità si procede all'effettuazione dei tiri di rigore.

## Partecipanti

### Final four
Sono 11  le società ad aver preso parte alle 3 final four della Coppa Italia di Serie A2 a partire dalla stagione 2017-18 alla stagione 2019-20 (l'asterisco indica la vittoria del trofeo).
- 2 edizioni: Molfetta
- 1 edizione: Audace Verona, Bisceglie, Città di Capena, Flaminia, Rovigo Orange, Martina, Napoli, Real Balduina*, Union Fenice, Virtus Ragusa*

### Final eight
Sono 22 le società ad aver preso parte alle 3 edizioni della Coppa Italia di Serie A2 disputate con la formula della final eight a partire dalla stagione 2015-16 alla stagione 2016-17 e dalla 2020-21 (l'asterisco indica la vittoria del trofeo).
- 2 edizioni: Royal Team Lamezia, Vis Fondi
- 1 edizione: Angelana, Arcadia Bisceglie, Audace Verona, Bellator Ferentum, Best Sport, Cagliari, Coppa d'Oro, Bitonto*, Flaminia, Maracanà Dream, Martina, Mojito Torino, Molfetta, Napoli, Padova, Rambla, Real Sandos*, Thienese*, Tikitaka Francavilla, Virtus Romagna

### Totale fase finale
Sono 28 le società ad aver preso parte alle 6 fasi finali della Coppa Italia di Serie A2 a partire dalla stagione 2015-16 alla stagione 2020-21 (l'asterisco indica la vittoria del trofeo).
- 3 edizioni: Molfetta
- 2 edizioni: Audace Verona, Flaminia,  Martina, Napoli, Royal Team Lamezia, Vis Fondi
- 1 edizione: Angelana, Arcadia Bisceglie, Bellator Ferentum, Best Sport, Bisceglie, Cagliari, Città di Capena, Coppa d'Oro, Bitonto*, Rovigo Orange, Maracanà Dream, Mojito Torino, Padova, Rambla, Real Balduina*, Real Sandos*, Thienese*, Tikitaka Francavilla, Union Fenice, Virtus Ragusa*, Virtus Romagna

## Albo d'oro
| Edizione  | Vincitore                                                  | Finalista                                                  | Dettagli finale                                            | Dettagli finale | Dettagli finale                         |
| Edizione  | Vincitore                                                  | Finalista                                                  | Luogo                                                      | Data            | Risultato                               |
| --------- | ---------------------------------------------------------- | ---------------------------------------------------------- | ---------------------------------------------------------- | --------------- | --------------------------------------- |
| 2015-2016 | Thienese                                                   | Cagliari                                                   | Pesaro PalaFiera                                           | 12 marzo 2016   | Thienese-Cagliari 5-4                   |
| 2016-2017 | Real Sandos                                                | Royal Team Lamezia                                         | Lamezia Terme PalaSparti                                   | 12 marzo 2017   | Real Sandos-Royal Team Lamezia 8-3      |
| 2017-2018 | Real Balduina                                              | Bisceglie                                                  | Bari PalaFlorio                                            | 10 marzo 2018   | Bisceglie-Real Balduina 4-5             |
| 2018-2019 | Virtus Ragusa                                              | Rovigo Orange                                              | Mestre Palestra Isa Franchetti                             | 31 marzo 2019   | Granzette-Virtus Ragusa 2-6             |
| 2019-2020 | Non assegnata a causa della pandemia di COVID-19 in Italia | Non assegnata a causa della pandemia di COVID-19 in Italia | Non assegnata a causa della pandemia di COVID-19 in Italia | 15 marzo 2020   |                                         |
| 2020-2021 | Bitonto                                                    | Audace Verona                                              | PalaSavelli Porto San Giorgio                              | 2 maggio 2021   | Audace Verona-Bitonto 1-3               |
| 2021-2022 | Irpinia                                                    | Pelletterie Firenze                                        | Policoro PalaErcole                                        | 2 aprile 2022   | Pelletterie Firenze-Irpinia 1-4         |
| 2022-2023 | Virtus Cap San Michele                                     | La 10 Soccer                                               | Prato EstraForum                                           | 2 aprile 2023   | Virtus Cap San Michele-La 10 Soccer 3-1 |

## Vittorie per squadra
| Titoli | Squadra                | Edizione |
| ------ | ---------------------- | -------- |
| 1      | Thienese               | 2016     |
| 1      | Real Sandos            | 2017     |
| 1      | Real Balduina          | 2018     |
| 1      | Virtus Ragusa          | 2019     |
| 1      | Bitonto                | 2021     |
| 1      | Irpinia                | 2022     |
| 1      | Virtus Cap San Michele | 2023     |

## Albo d'oro per Regioni
| Regione  | Titoli | Anni                      |
| -------- | ------ | ------------------------- |
| Puglia   | 3      | 2016-17, 2020-21, 2022-23 |
| Veneto   | 1      | 2015-16                   |
| Lazio    | 1      | 2017-18                   |
| Sicilia  | 1      | 2018-19                   |
| Campania | 1      | 2021-22                   |